# Henry Tillman
Henry Tillman (Los Angeles, 1º agosto 1961) è un ex pugile statunitense.

## Carriera

### Carriera da dilettante
Ha vinto la medaglia d'oro ai giochi olimpici estivi di Los Angeles 1984 nella categoria pesi massimi, battendo in semifinale l'italiano Angelo Musone e in finale il canadese Willie deWit. Nelle selezioni preolimpiche, Tillman riuscì addirittura a sconfiggere per ben 2 volte un giovane Mike Tyson.